# Università Blaise Pascal
L'Università Blaise Pascal (Université Blaise Pascal), conosciuta secondo il decreto Université Blaise Pascal, Clermont-Ferrand II o soltanto Clermont-Ferrand II, è un'università pubblica il cui campus copre un'area di 53 acri (210 000 m²) nel Clermont-Ferrand, Francia, con posizioni satellitari in altre parti della regione di Alvernia, come Vichy, Moulins, Montluçon e Aubière.
Il primo gennaio 2017 è ridiventata parte dell'Università Clermont-Auvergne.

## Storia
Fondata nel 1854 come parte dell'Università Clermont-Ferrand, l'Università Blaise-Pascal ottenne una sua indipendenza nel 1976, quando grazie ad un decreto venne scorporata la sede principale in due distinte unità.
Nel 1987 venne intitolata al noto matematico Blaise Pascal, nato proprio nel Clermont.
Mathias Bernard fu l'ultimo rettore, eletto nel 2012, in quanto nel 2015 le due università Clermond-Ferrant annunciarono di riunirsi. Ciò avvenne nel 2017 ed il nuovo dipartimento si chiama Università Clermont-Auvergne.

## Statistiche
Per l'anno accademico 2013-2014, l'università aveva un'iscrizione di 16.007 studenti, di cui quasi 2.500 erano stranieri. Inoltre, contava 970 professori di ricerca tra i suoi molteplici campus. Gli studenti potevano scegliere tra 250 corsi di laurea.

## Corsi
L'università offre diplomi di laurea, master e dottorato in Lettere e Filosofia, Ingegneria, Studi linguistici e culturali, Scienza e tecnologia. Offre anche lauree magistrali in Scienze economiche e sociali.